# 鍵のかかった部屋 (貴志祐介)
『鍵のかかった部屋』（かぎのかかったへや）は、角川書店から刊行された貴志祐介の推理小説。『防犯探偵・榎本シリーズ』の第3作。2008年から2011年の間に『野性時代』（2011年に『小説野性時代』に改題）の間に発表された4編が収録。2011年に刊行後、2011年4月25日に文庫版が発売された。本作のトリックは物理学的に検証を行い、登場人物の心理における行動の不自然さがあっても、物理的におかしい部分を排して書かれている。
2012年に『防犯探偵・榎本シリーズ』がテレビドラマ化された際のタイトルには、本作のタイトルが使われている。
また、Kiramune Presents リーディングライブにて朗読劇化もされた。

## 各章概要

### 佇む男
初出：『野性時代』2008年5月号
ある山荘で葬儀会社社長の大石の遺体が発見された。大石は白幕が掛かったドアにもたれ、葬儀然とした仕様に誂えられた異様な状態にありながらも、遺言状の存在から事件は自殺として処理される。だが、その死に疑念を抱く司法書士の日下部は大石は専務の池端に殺されたと睨み、榎本と純子は彼の依頼で密室の解明に乗り出す。しかし作為の痕跡は発見できたものの、遺体の前にあったガラステーブルとドアに掛かった白幕がネックとなり、榎本をして「次元の違う発想が必要だ」と解明に難航してしまう。しかも遺体発見前に死んだはずの大石が山荘内で佇んでいたという証言まで現れる。
日下部 雅友
葬儀会社「新日本葬礼社」の顧問を務める司法書士。「戦う司法書士」を標榜する、地は喧嘩っ早く短気な性格で運転はかなり荒い。非弁行為もしているが、純粋な正義感が行動原理であるため自分が関わった弁護士達に告発されていない。
池端 誠一
「新日本葬礼社」専務。社長の義理の甥。仕事の手腕も高い一番の後継者候補で全財産を相続される予定だったが、横領の疑いにより白紙になった。社長同様にエンバーマーの講習を受けており、アメリカで資格を取り社内でエンバーミングの陣頭指揮を執っていた。
田代 芙美子
「新日本葬礼社」事務。30年以上も大石に仕えてきた古参の社員。
大石 満寿男
「新日本葬礼社」社長。末期の膵臓ガンで余命半年を宣告されている。
松田 大輝
大石の山荘の付近で虫取りをしていて、大石の遺体が発見される前に、山荘内で立っていた大石の姿を目撃している。

### 鍵のかかった部屋
初出：『野性時代』2008年12月号
5年の刑期を終えて出所後、亡き姉の家を訪ねた元泥棒の会田愛一郎は、姉の息子で甥の大樹が自分の部屋で練炭自殺を図って死亡していた現場に遭遇する。内側から鍵を掛けられ、窓やドアはビニールテープで密閉され誰も入れない状態にあったことから大樹の死を自殺として結論付けたが、納得できない会田は知人の榎本と共に純子に事件の再調査の協力を依頼する。榎本は事件は自殺ではなく他殺で、大樹の継父・高澤なら犯行は可能だと確信する。大樹の妹の美樹の協力を得て高澤家に来訪した榎本と純子は高澤が仕掛けた密室トリックの謎を追う。
会田 愛一郎
元泥棒。本名は「松蔵愛一郎」で開業医一族の下で生まれ、医師を目指して勉強させられるが、そんな環境に反発して家出、自分に声を掛けた空き巣狙いから空き巣のノウハウを伝授し、空き巣狙いの養子となった。「アイアイの中指」というサムターン回しを独自に開発し、『サムターンの魔術師』の異名を持った凄腕だったが、5年前に侵入した家で殺人衝動を抱えた引きこもりの息子と争い死なせたことで服役し、足を洗った。自分を慕ってくれた姉の子供である大樹と美樹を家族のように愛着を持っている。
高澤 芳男
会田の姉・みどりの再婚相手で美樹と大樹の継父。美樹の通う中学校の理科の教師で、でんじろうみたいな実験も行うことから生徒や父兄からの人気は高い。趣味は手品で学生時代には奇術同好会に入っていた。普段は愛想も人当たり良いが、感情を読み取らせない目をした不気味さがあり、彼の周囲ではホームレスやカラスといった彼が不快に感じたものが不可解にいなくなる出来事が起きている。
高澤 美樹
会田の姪。中学3年生。利発で機転が利く。大樹の死に動揺し、会田が泥棒としての腕で死んだ大樹の部屋の鍵を開けたことを警察に嘘をついたところを目撃したことから、会田の間に溝が生まれてしまう。高校2年で引きこもりの兄の大樹と助け合ってきたため、大樹の死が自殺じゃないと確信している。大樹が引きこもった原因が高澤の正体を見て、先生を信じられなくなったからだと純子に語る。

### 歪んだ箱
初出：『野性時代』2010年5月号
高校教師の杉崎は震度4の地震で欠陥住宅であることが露呈した新居の違約金を巡り、その欠陥住宅内で工事を手掛けた工務店社長の竹本との話し合いに臨んだ。だが責任逃れに終始する竹本は最終的に杉崎の過去の傷害事件をネタに強請ったことで、杉崎は兼ねての計画である竹本殺害を決行、欠陥住宅を密室に仕上げ事故に見せかける。しかし、なぜか杉崎は警察から何度も事情聴取に呼び出される。その上、杉崎の前に榎本が外側からはドアや窓を閉められない所謂天災の力が生み出した密室突破に挑んでいた。
杉崎 俊二
公立高校の教師。野球部顧問で担当は数学。高校のころは素行が悪く、同級生を暴力事件で死なせてしまった前科がある。加奈と過ごす新居の建築を「親愛工務店」に頼んだが、欠陥住宅を作りだして責任逃れをする竹本の言動に怒りを燃やす。また新居のトラブルを巡り、純子に相談していた。
竹本 袈裟男
「親愛工務店」社長。杉崎の叔母の夫。カバを連想させる顔が特徴。杜撰な工事で欠陥住宅を作った上に、自分の非を認めず杉崎に代金を要求する上に金を払おうとはしない狡猾な性格。
飯倉 加奈
杉崎の同僚の教師で、婚約者。テニス部顧問で担当は英語。指導は厳しいながらも男子生徒から不動の人気№1を維持する。

### 密室劇場
初出：『小説野性時代』2011年7月号
前回の座長殺害事件が縁で『ES＆B』へと改名した劇団『土性骨』の舞台公演に招かれた榎本と純子。彼らの舞台『彼方の鳥（ヨンダー・バード）』は劇団員達による舞台という名の無法地帯とする中、舞台は八頓のリアクションで爆笑を収めて終わる。公演後、八頓の様子に只ならぬものを感じた榎本と純子が舞台下手にある控室に向かうと、そこでは前座のロベルト十蘭が遺体となっていた。すぐに警察に通報しようとする純子だが、榎本はそれを制し30分で解決し犯人に自首を勧めると宣言する。容疑者はロベルトと共に控室に退場した前座の3人、しかし誰がロベルトと一緒にいたのかは誰も分からず、殺害現場から抜け出すには下手に通じるロビーと外に直接通じる舞台上手を通るしかないが、ロビーに通じる扉の隣には売店が、上手に通じる舞台には観客がいたという脱出不可能の密室だった。
左 栗痴子
劇団『ES＆B』の座付き作家。
松本さやか
劇団『ES＆B』の看板女優。『彼方の鳥』にも出演し、女優として間違った新境地に進んでいる様を見せる。
力 八噸
劇団『ES＆B』の俳優。
ジョーク泉
劇団『ES＆B』の劇団員で舞台の進行役。背広を着こんで頭髪を固めた男。芸名の如くジョークが泉のように出てくるという。公演中に本筋と関係の無い雑談をするなど弁士らしからぬ進行振りを発揮する。また榎本ばりに論理的に物事を語ることが出来る。
須賀礼
劇団『ES＆B』の前座。「日本一高速の手品師」の異名を持ち、目にも止まらぬ速さのステップ・手捌きで何をしているのかわからない手品を披露する。
マーピン羽倉
劇団『ES＆B』の前座。本名は羽倉正敏。頭髪を剃った筋骨隆々の男で怪力自慢。テレビにも出演しかけたものの出演者全員分のすき焼き弁当の肉だけ平らげ、ADに注意されて逆ギレしスタジオを破壊してからそのチャンスは一度も回らなくなった。感情が昂った時の「マーベラス!」、相手にキレた時の「破壊して、ぶっ壊す!」が口癖。
富増 半蔵
劇団『ES＆B』の前座。190cmぐらいの痩せこけた長身の男。本場なのかよく分からないデトロイトスタイルの本格派パントマイマーで、高度なレベルのパントマイムを披露する。春日部出身だが、ある事情で練習してから関西弁で話すのが定着した。
ロベルト十蘭
劇団『ES＆B』の前座。パナマに日系人が殆どいないはずなのに日系パナマ人だという胡散臭い振れ込みだが、出身は行田市。極限会館で2段の実力を持った空手家でもあり、その実力は折り紙つきだが一般常識に疎い。
アントニオ丸刈人（マルガリート）
劇団『ES＆B』の俳優。頭髪を三分刈りにした馬面の男。『彼方の鳥』にも出演。
カルロス金玉
劇団『ES＆B』の見習い劇団員。緑色のモヒカンで顔中ピアスの青年。ロビーで売店の仕事をしており、下手に通じるドア越しにロベルトが何者かと口論していたのを聞いていた。純子も言いよどむ芸名で呼ばれるのは本人もばつの悪い思いを感じる模様。
大道
劇団『ES＆B』の大道具係。髭面の地味な風貌の男。裏方であるため「大道」は大道具係にちなんだ芸名ではない。
駒井
劇団『ES＆B』の小道具係。非常に小柄な老人で、地声は志村けんっぽい。